# Hersteld Hervormde Kerk (Kaatsheuvel)

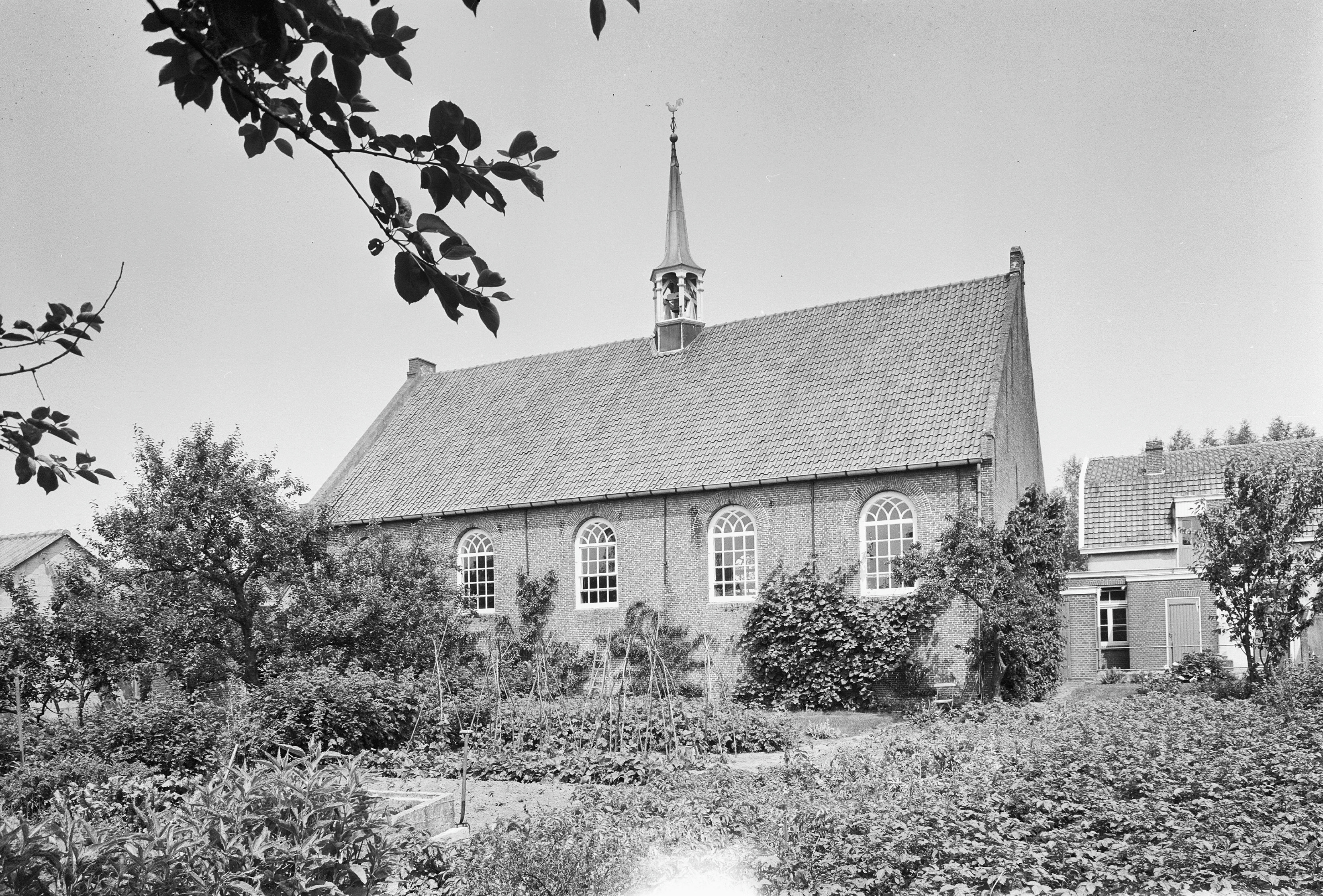
Hersteld Hervormde kerk

De Hersteld Hervormde Kerk is een protestants kerkgebouw in de tot de Noord-Brabantse gemeente Loon op Zand behorende plaats Kaatsheuvel. De kerk is gelegen aan de Zuidhollandsedijk 63.

## Geschiedenis
Het kerkje werd in 1804 gebouwd als hervormde kerk. Het was een Lodewijkskerkje. Vooral inwoners uit het vlakbij gelegen Sprang-Capelle gingen hier ter kerke. 
In 2004 werd het een PKN-kerk. Dit kerkgenootschap droeg het gebouw in 2007 over aan de Hersteld Hervormde Kerk.

## Gebouw
Het betreft een eenvoudig bakstenen zaalkerkje onder zadeldak, met midden op het dak een klokkenruiter. De vensters zijn rondbogig.